# Alain Damasio
Alain Damasio, nato Alain Raymond (Lione, 1º agosto 1969), è uno scrittore francese di fantascienza.
Ha scelto il cognome in onore della nonna, Andrée Damasio.
Uscito dall'ESSEC nel 1991, ha scelto di isolarsi (prima nel Vercors poi a Nonza, Corsica) per dedicarsi alla scrittura. Il suo campo è l'anticipazione politica, combinando questi elementi con la fantascienza e/o i percorsi dell'immaginario.
Ancora giovane ha scritto molti saggi. Il suo primo lavoro più esteso è "La Zona del Fuori", romanzo di anticipazione sul controllo societario nel modello democratico (ispirato dal lavoro di Michel Foucault e Gilles Deleuze).
Ha scritto un secondo libro che è stato insignito del Grand Prix de l'Imaginaire nel 2006 nella categoria romanzi, L'orda del vento (romanzo accompagnato anche da un CD contenente una colonna sonora scritta da Arno Alyvan), vero successo ristampato tre volte in un mese. L'edizione tascabile del 2007 ha venduto più di 50 000 copie in Francia.
Nel 2019 esce in Francia il suo terzo libro, "Les Furtifs", insieme a un album musicale (da scaricare con un codice inserito nel libro) dove legge parte del libro accompagnato dal chitarrista Yan Péchin.